# ابلون-سو-سیین
ابلون-سو-سیین (به فرانسوی: Ablon-sur-Seine) یک کمون در فرانسه است که در Canton of Villeneuve-le-Roi واقع شده‌است.

## خصوصیات
ابلون-سو-سیین ۱٫۱۱ کیلومترمربع مساحت و ۵٬۱۷۱ نفر جمعیت دارد.

## نگارخانه

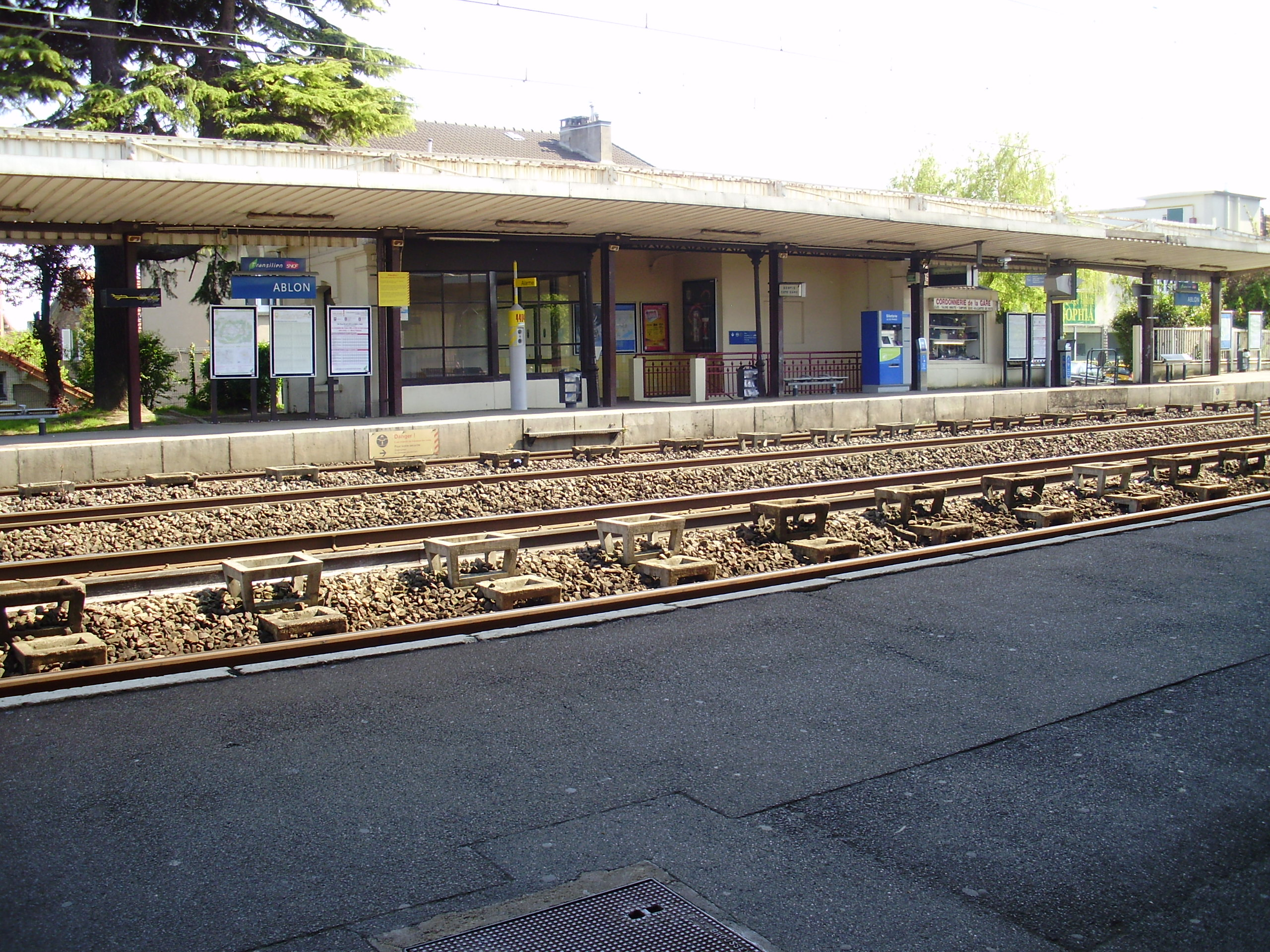
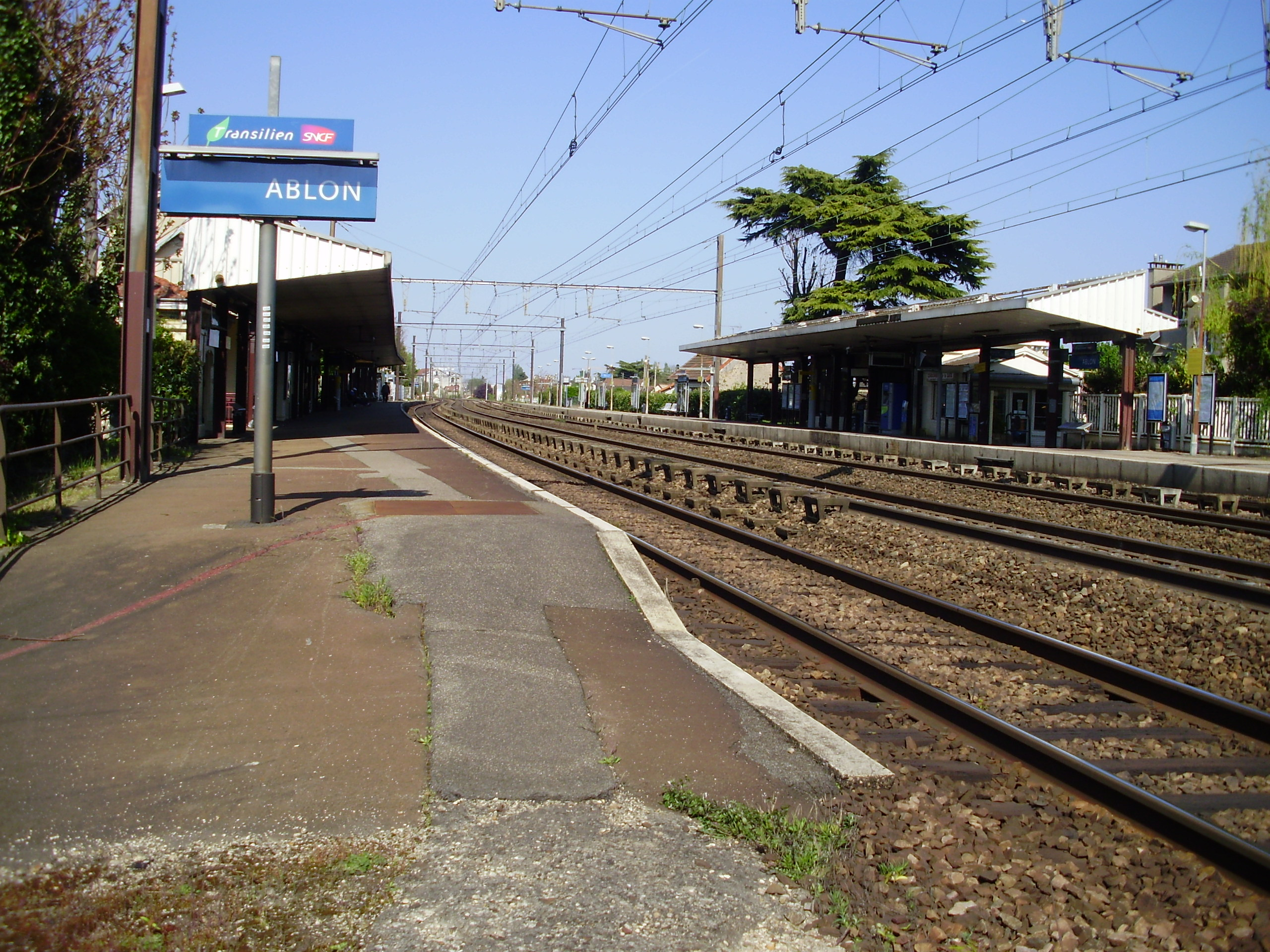
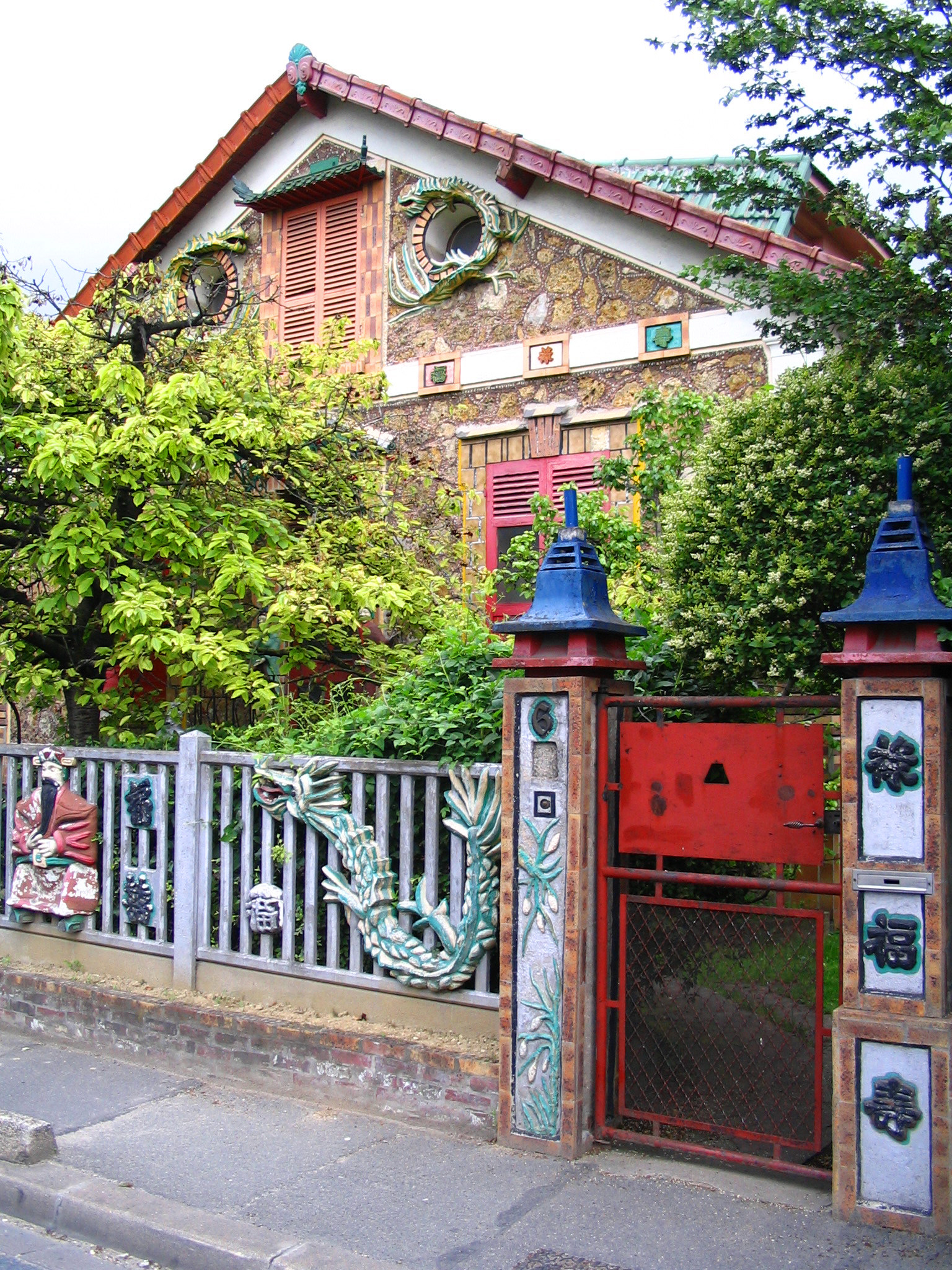
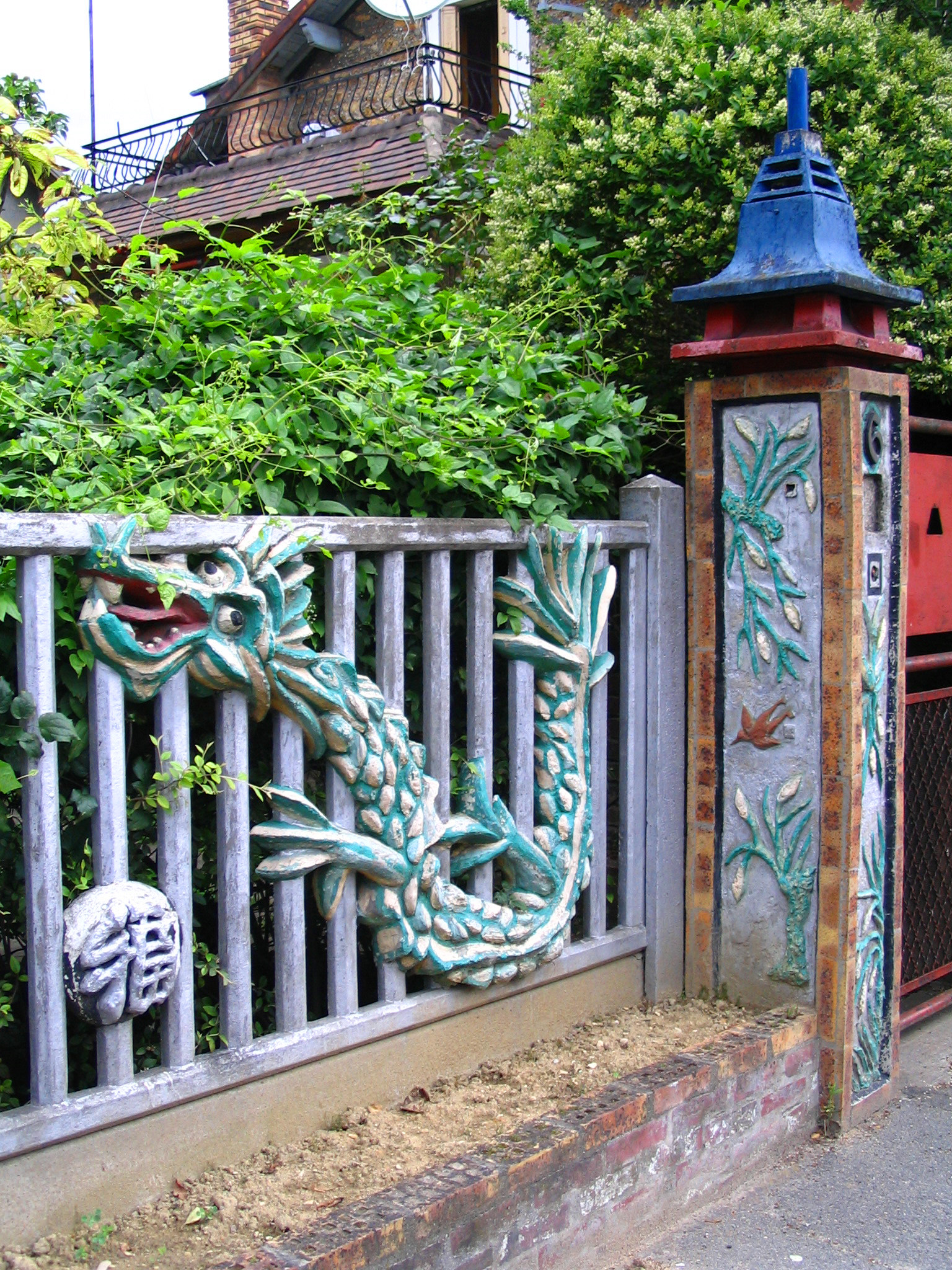
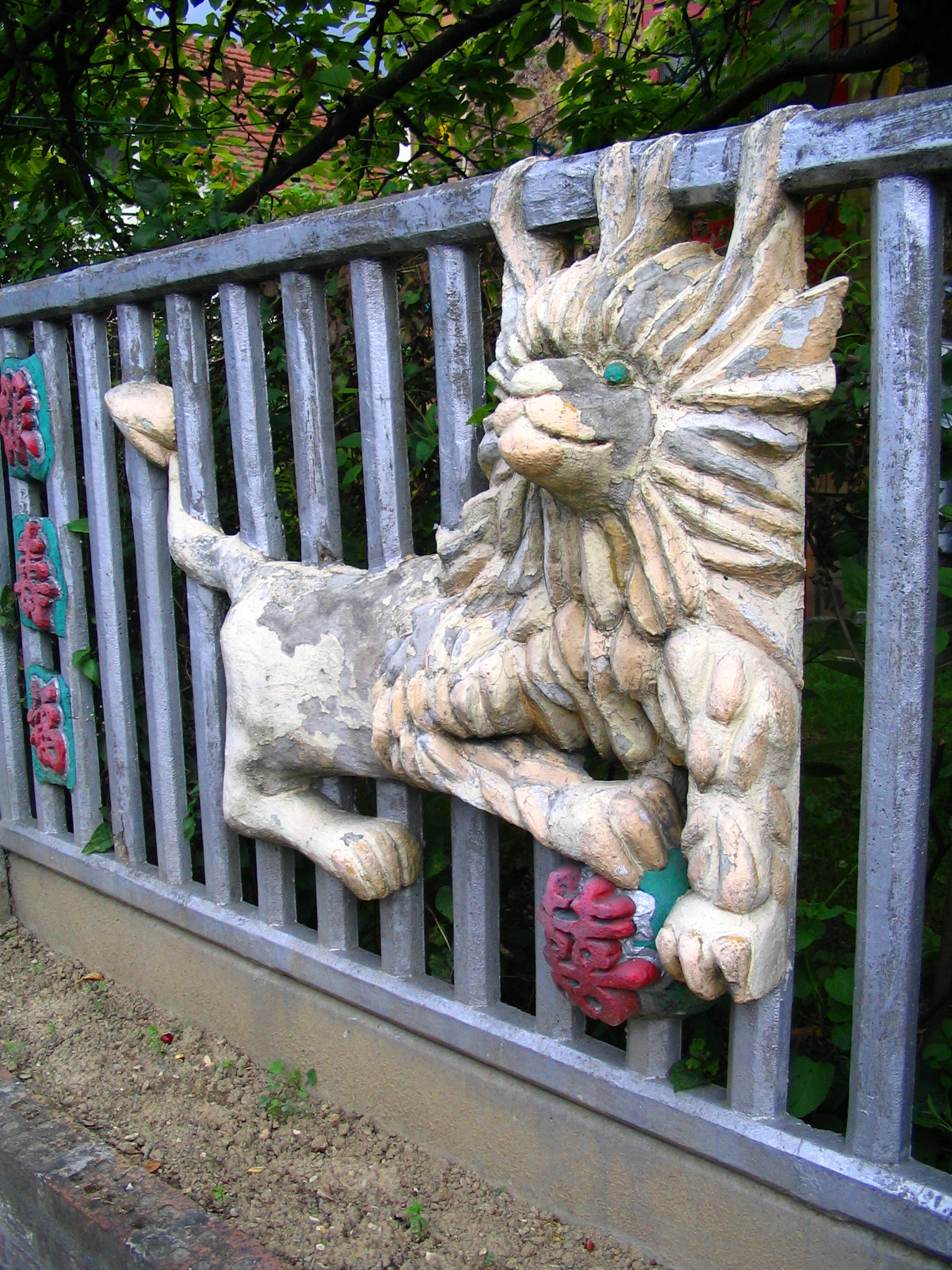
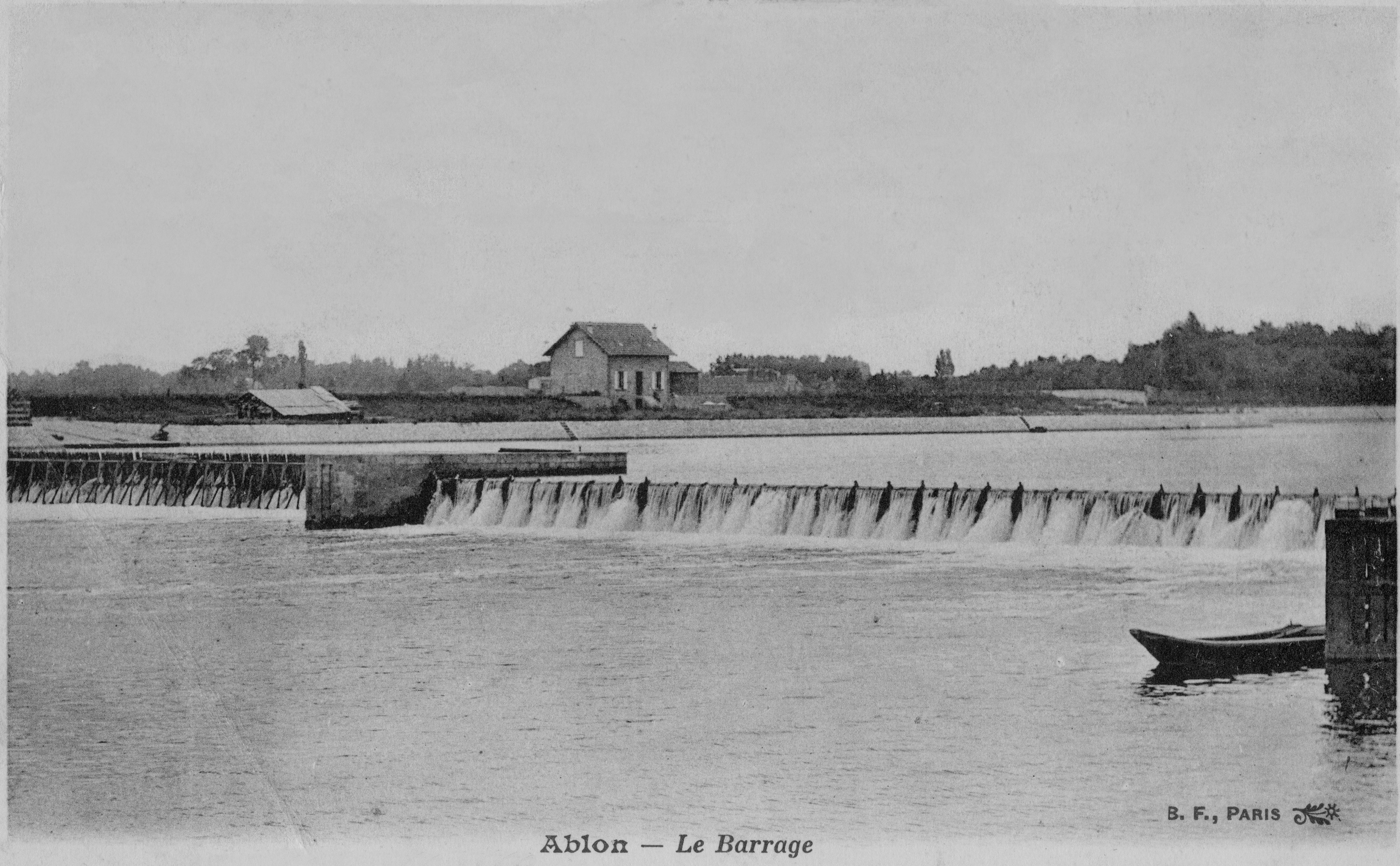